# Ferrari White
Ferrari White è un singolo del cantautore italiano Riki, pubblicato il 24 giugno 2022.

## Descrizione
Il brano, scritto dallo stesso cantautore con Marco Maiole e Vito Petrozzino, è prodotto da Massimiliano Dagani, in arte Big Fish.

## Tracce
Testi di Riccardo Marcuzzo, Marco Maiole e Vito Petrozzino, musiche di Riccardo Marcuzzo, Marco Maiole, Massimiliano Dagani e Vito Petrozzino.
1. Ferrari White – 2:29